# Jean Ingelow
Jean Ingelow, née le 17 mars 1820 à Boston dans le comté de Lincolnshire, ville du Royaume-Uni de Grande-Bretagne et d'Irlande et morte le 20 juillet 1897 à Kensington, quartier de Londres est une romancière, nouvelliste et poète britannique connue également pour ses livres à destination de la jeunesse et pour ses romans et nouvelles relevant du genre fantastique et sous son nom de plume Orris. Jean Ingelow est une des figures de la Littérature victorienne.

## Biographie

### Jeunesse  et formation

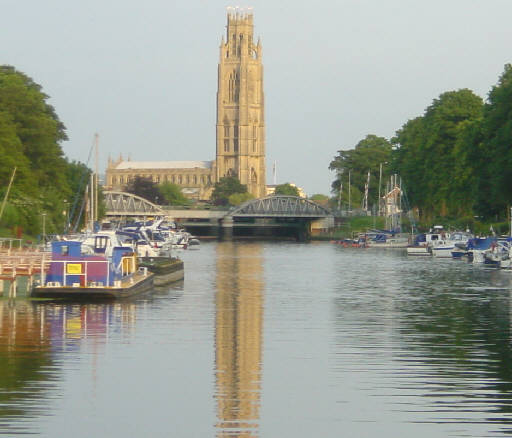
Photographie de la cathédrale Saint Botolph de Boston se réfléchissant sur les eaux de la rivière Witham.

Jean Ingelow est l'aînée des dix enfants de William Ingelow (1794-1855), un banquier et un armateur de la marine marchande britannique. et de Jean Kilgour Ingelow (1798-1876) issue de la gentry écossaise. Elle est née le 17 mars 1820 à Boston, une ville datant du haut moyen-âge, à proximité de la mer, ville avec de nombreux bâtiments historiques. C'est dans ce cadre que la jeune Jean Ingelow passe sa prime enfance,,,,.

#### Une faillite
En 1825, une crise financière éclate, entraînant la faillite de près d'une centaine de banques. En janvier 1826, c'est au tour de la banque de William Ingelow de faire faillite, pour honorer ses créanciers, il est contraint de vendre sa résidence principale de Boston et son cottage. William Ingelow et sa famille  quittent Boston pour s'installer dans un premier temps à Ipswich dans le comté de Suffolk puis enfin à Londres,,.

#### Éducation
Jean Ingelow suit sa scolarité à la maison, c'est sa mère et sa tante qui se chargent de son éducation ; sa mère, fière de ses origines celtiques lui rappelle régulièrement qu'est écossaise  ,,,.

#### Les intérêts littéraires

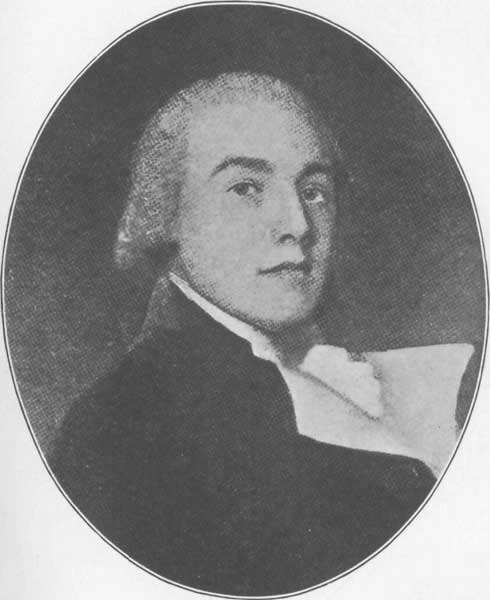
Portrait de George Bass, chirurgien et explorateur anglais (1771 -1803)

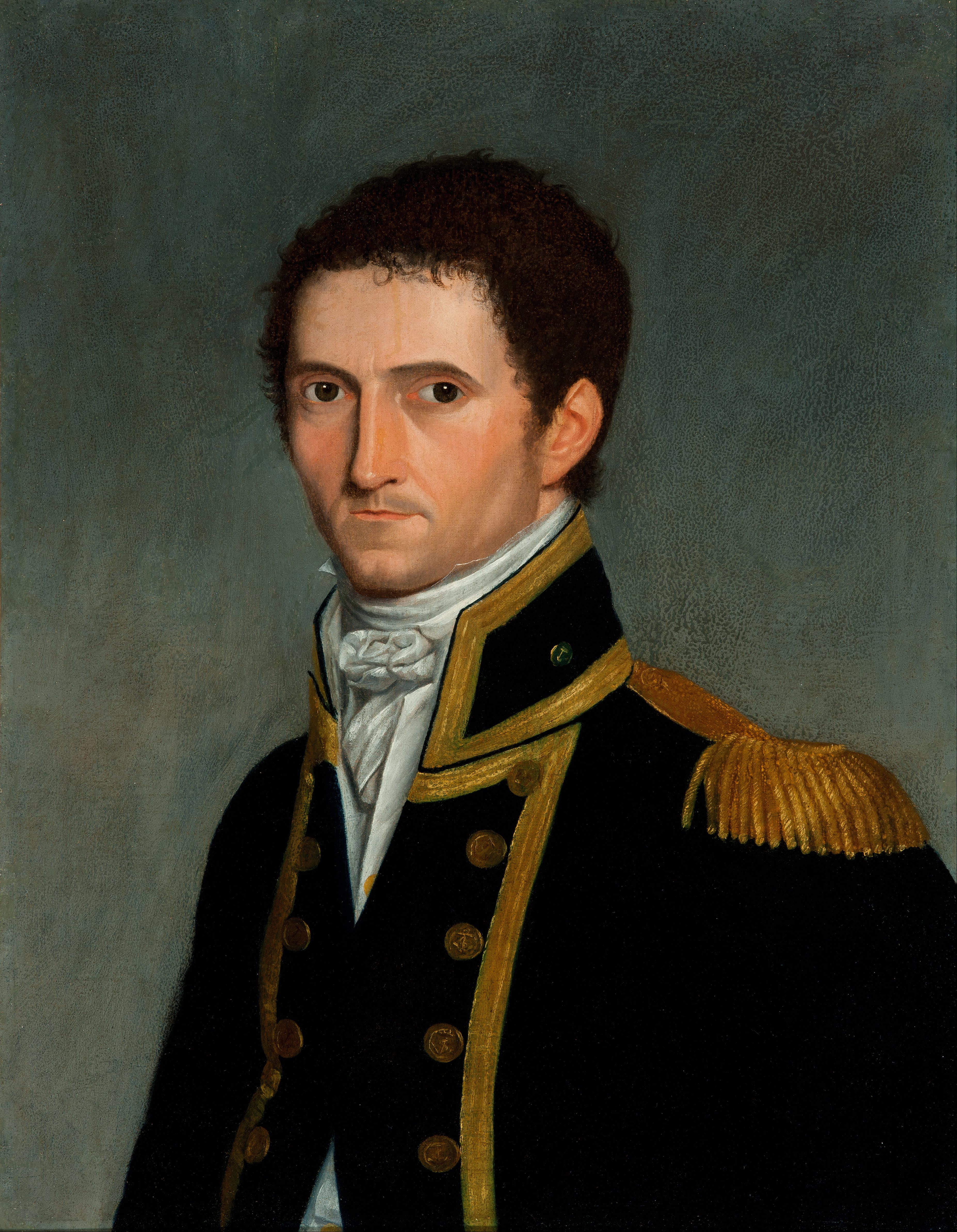
Portrait de Matthew Flinders peint par Antoine Toussaint de Chazal

Jean Ingelow, dès son enfance est bercée par les histoires que lui narre sa mère, telles que celles des Vikings ou du chirurgien George Bass qui avec Matthew Flinders navigua jusqu'en Australie et fit le tour de la Tasmanie prouvant ainsi qu'il s'agissait bien d'une île. 
Jean Ingelow se passionne également pour les personnalités du Lincolnshire comme le physicien et astronome Isaac Newton, Thomas Sutton, fondateur de l'hospice dit la Chartreuse de Londres et de l'école Charterhouse School, du théologien Étienne Langton qui le premier a divisé la Bible en chapitres, rendant ainsi sa lecture plus aisée. 
Jean Ingelow visite les villages environnants marqués par une tradition littéraire comprenant Clara Reeve, auteure du roman The Old English Baron (en), Elizabeth Simpson Inchbald, auteure du roman A Simple Story, le poète quaker Bernard Barton (en), Samuel Richardson et surtout l'explorateur et géographe Richard Hakluyt, dont les récits font rêver la jeune Jean Ingelow.  

#### Nouvelles difficultés financières
William Ingelow a ouvert à Woodbridge le comté du Suffolk, une succursale de la Suffolk Bank Company, or du fait de mauvaises  récoltes de 1844, la banque perd de l'argent, et entraîne William Ingelow  dans une situation financière plus que difficile, il contraint de vendre sa propriété  familiale.

### Carrière littéraire
Jean Ingelow commence sa carrière littéraire en publiant des poèmes et des récits au sein de divers magazines sous le pseudonyme de Orris, son premier recueil de poèmes Rhyming Chronicle of Incidents and Feelings publié en 1850 attire l'attention de Alfred, Lord Tennyson qui écrit au sujet de Orris « Je vous le dit, ce que vous avez écrit est bien meilleur à tout ce que j'ai pu écrire ».
Puis elle publie en 1851, un roman Allerton and Dreux.

### La fin
La santé de Jean Ingelow commence à se dégrader à partir de l'année 1896, elle meurt dans sa résidence de Kensington le 20 juillet 1897.

## Œuvres

### Romans
- Allerton and Dreux : Or, the War of Opinion, vol. 1, Londres, Wertheim & Macintosh (réimpr. 2010, 2012) (1re éd. 1851), 464 p. (ISBN 9781357341909, OCLC 557551490, lire en ligne),
- Allerton and Dreux : Or, the War of Opinion, vol. 2, Londres, Wertheim & Macintosh (réimpr. 2010, 2012, 2016) (1re éd. 1851), 433 p. (ISBN 9781358340574, OCLC 557551490, lire en ligne),
- Fated to Be Free, Londres, Tinsley Brothers (réimpr. 1887, ... 2007, 2012) (1re éd. 1875), 520 p. (OCLC 647131111, lire en ligne),
- Sarah de Berenger : A Novel, Boston, Roberts Brothers (réimpr. 2009, 2015) (1re éd. 1879), 430 p. (ISBN 9781347050590, OCLC 4358261, lire en ligne),
- Don John, Boston, Roberts Brothers (réimpr. 2009, 2012) (1re éd. 1881), 413 p. (OCLC 561753539, lire en ligne),
- Quite Another Story, New York, Lovell Company (réimpr. 2016, 2019) (1re éd. 1890), 257 p. (ISBN 9780526696949, OCLC 17400012, lire en ligne),

### Recueil de nouvelles
- Stories Told to a Child  (ill. J. Lawson), Londres, Alexander Strahan (réimpr. 1867,...2009, 2017, 2023) (1re éd. 1865), 461 p. (ISBN 9781019664681, OCLC 905308363, lire en ligne),
- Mopsa The Fairy, Londres, Longmans, Green and Co (réimpr. 1919, 1937, 2009, 2016) (1re éd. 1869), 280 p. (ISBN 9781530201631, OCLC 671257265, lire en ligne),
- The Little Wonder-Horn, Londres, Henry S. King & Co. (réimpr. 1877, 2009, 2010) (1re éd. 1872), 389 p. (ISBN 9781165861354, OCLC 63077718, lire en ligne),

### Recueils de poèmes
- A Rhyming Chronicle of Incidents and Feelings, Londres, Brown, Green & Longmans, 1850, nc (OCLC 671256714),
- Poems, Londres, Roberts & Green (réimpr. 1865, ... 1915, 2007, 2015) (1re éd. 1863), 280 p. (ISBN 9781343216273, OCLC 4099522, lire en ligne),
- Songs of Seven, New York, W. Jennings Demorest (réimpr. 1871, 1891, 2016, 2018) (1re éd. 1870), 76 p. (ISBN 9781377351544, OCLC 869741913, lire en ligne),
- The monitions of the unseen and poems of love and childhood, Boston, Roberts and Brothers (réimpr. 2005, 2012, 2015) (1re éd. 1871), 214 p. (ISBN 9781163938300, OCLC 1598329, lire en ligne),
- The Poetical Works of Jean Ingelow, Londres, Longmans & Co. (réimpr. 1920, 2007, 2015, 2023) (1re éd. 1898), 391 p. (ISBN 9781019596722, OCLC 1166411632, lire en ligne),

### Poèmes publiés dans des revues
- « Lady Franklin », New England Journal of Education, vol. 2, no 6,‎ 21 août 1875, p. 73 (1 page) (lire en ligne),
- « God's Time », New England Journal of Education, vol. 2, no 21,‎ 4 décembre 1975, p. 260 (1 page) (lire en ligne),
- « Seven Times One », New England Journal of Education, vol. 4, no 18,‎ 11 novembre 1876, p. 1 (lire en ligne),
- « Man dwells apart, though not alone », The Journal of Education, vol. 56, no 8,‎ 28 août 1902, p. 135 (1 page) (lire en ligne),
- « Christmas Peace », The Journal of Education, vol. 56, no 25,‎ 25 décembre 1902, p. 411 (1 page) (lire en ligne),
- « It is a comely fashion to be glad », The Journal of Education, vol. 60, no 7,‎ 18 août 1904, p. 119 (1 page) (lire en ligne),
- « For Memorizing », The Journal of Education, vol. 65, no 7,‎ 25 avril 1907, p. 467 (1 page) (lire en ligne),

## Pour approfondir

#### Notices dans des encyclopédies et manuels de références
- (en-US) Sarah Knowles Bolton, Lives of Girls Who Became Famous, New York, Thomas Y. Crowell (réimpr. 1914, 2008, 2010) (1re éd. 1886), 406 p. (ISBN 9781426458521, OCLC 462742904, lire en ligne), p. 300-347,
- (en-GB) A.J. Green-Armytage, Maids of Honour : Twelve Descriptive Sketches of Single Women Who Have Distinguished Themselves in Philanthropy, Travel, Nursing, Science, Poetry, Prose, Édimbourg & Londres, Royaume-Uni, W. Blackwood and Sons (réimpr. 2010, 2015, 2020) (1re éd. 1906), 440 p. (ISBN 9780267249336, OCLC 1064295386, lire en ligne), p. 256-279,
- (en-US) Lena C. Ahlers, Daughters Known To Fame, Chicago, Illinois, A. Whitman & co (réimpr. 2010, 2013) (1re éd. 1932), 307 p. (ISBN 9781258852870, OCLC 8160587, lire en ligne), p. 148-150,
- (en-GB) Joanne Shattock (dir.), The Oxford Guide to British Women Writers, Oxford, Oxfordshire, Royaume-Uni, Oxford University Press, 1994, 497 p. (ISBN 9780192141767, lire en ligne), p. 225-226. ,
- (en-US) Anne Commire (dir.) et Deborah Klezmer (dir.), Women in World History, vol. 17 : Harr - I, Waterford, Connecticut, Yorkin Publications & Gale, 2000, 746 p. (ISBN 9780787640668, lire en ligne), p. 668. ,
- (en-US) Brian Howard Harrison (dir.) et Lawrence Goldman (dir.), Oxford Dictionary of National Biography, vol. 29 : Hutchins-Jennens, New York, Oxford University Press, 2004, 1004 p. (ISBN 9780198614111, lire en ligne), p. 244-246. ,
- (en-US) Bernice E. Cullinan (dir.) et Diane G. Person (dir.), The Continuum Encyclopedia of Children's Literature, New York, Continuum : K.S. Giniger Co, 2005, 867 p. (ISBN 9780826415165, lire en ligne), p. 405,

#### Biographie, essai
- (en-GB) Maureen Peters, Jean Ingelow Victorian Poetess, Ipswich, comté de Suffolk, Royaume-Uni, Boydell Press, 1972, 132 p. (ISBN 9780851150079, lire en ligne).

#### Articles anglophones
- Emma M. Converse, « Jean Ingelow », The Aldine, vol. 4, no 4,‎ avril 1871, p. 67-68 (2 pages) (lire en ligne ). ,
- « The Lady Laureate, Jean Ingelow », The Journal of Education, vol. 91, no 8,‎ 29 avril 1920, p. 497 (1 page) (lire en ligne ),
- Jennifer A. Wagner, « In Her "Proper Place": Ingelow's Fable of the Female Poet and Her Community in "Gladys and Her Island" », Victorian Poetry, vol. 31, no 3,‎ automne 1993, p. 227-239 (13 pages) (lire en ligne ),
- Heidi Johnson, « "Matters That a Woman Rules": Marginalized Maternity in Jean Ingelow's "A Story of Doom" », Victorian Poetry, vol. 33, no 1,‎ printemps 1995, p. 75-88 (14 pages) (lire en ligne ),
- U. C. Knoepflmacher, « Male Patronage and Female Authorship: The Case of John Ruskin and Jean Ingelow », The Princeton University Library Chronicle,, vol. 57, no 1,‎ automne 1995, p. 13-46 (34 pages) (lire en ligne ),
- Terence Allan Hoagwood, « Biblical Criticism and Secular Sex: Elizabeth Barrett's A "Drama of Exile" and Jean Ingelow's "A Story of Doom" », Victorian Poetry, vol. 42, no 2,‎ été 2004, p. 165-180 (16 pages) (lire en ligne ),
- Maura Ives, « Jean Ingelow in the "Youth's Magazine" », The Papers of the Bibliographical Society of America, vol. 102, no 2,‎ juin 2008, p. 197-220 (24 pages) (lire en ligne ),

#### Sitographie
- (en-US) « Jean Ingelow : British poet and novelist » , sur Britannica,
- (en-US) Barbara Morgan, « Ingelow, Jean (1820–1897) », sur Encyclopedia.com,